# Takeši Kamo
Takeši Kamo (japonsko 加茂 健), japonski nogometaš, * 8. februar 1915, Šizuoka, Japonska, † 26. marec 2004.
Za japonsko reprezentanco je odigral dve uradni tekmi.